# Elena Panaritis
Elena Panaritis (gr. Έλενα Παναρίτη; ...) è un'economista e politica greca, i cui contributi si rivolgono soprattutto allo studio dei campi dell'economia istituzionale, dell'innovazione delle policy, della riforma dei diritti di proprietà e della pratica dell'impresa sociale.
Dopo aver lavorato undici anni come economista della Banca Mondiale, si è dedicata all'insegnamento in varie università e istituzioni accademiche. Ha assolto anche il ruolo di imprenditrice sociale, attraverso l'attività economica diretta, o consultiva, svolta attraverso il Panel Group, da lei cofondato e guidato.
È stata deputata del Pasok nel Parlamento Ellenico dal 2009 al 2012.

## Biografia

### Studi
Elena Panaritis ha conseguito nel 1989 il Bachelor all'American College of Greece di Atene. Nel 1990 ha conseguito il master in Economia internazionale a Bologna. Nel 1991, ha ricevuto il Master of Arts in International Economics and European Studies dalla SAIS - Paul H. Nitze School of Advanced International Studies della Johns Hopkins University, Washington. Nel 2001 ha completato un Executive Program in “Global Financial Markets and Crisis” presso la John F. Kennedy School of Government della Harvard University. Nel 2003 ha conseguito il Master in Business Administration presso l'INSEAD-Institut Européen d'Administration des affaires di Fontainebleau.

### Banca Mondiale
Ha lavorato per undici anni come economista della Banca Mondiale, rendendosi fautrice della necessità della riforma dei diritti di proprietà, ai fini di uno stabile sviluppo economico, soprattutto con un'iniziativa in Perù, dove un progetto da lei condotto per conto dell'istituzione economica dell'ONU, ha mostrato come proprietà personali, basate su diritti di proprietà informali e insicuri, possano essere convertite in diritti certi, suscettibili di valutazione come capitale produttivo.

### Incarichi di insegnamento
Ha insegnato all'INSEAD, alla Wharton School dell'Università della Pennsylvania, alla SAIS - Paul H. Nitze School of Advanced International Studies della Johns Hopkins University.
Parla fluentemente spagnolo, inglese, francese e italiano e ha una conoscenza di base della lingua tedesca.

### Panel Group
Attualmente è un'imprenditrice sociale, alla guida del Panel Group, una società che offre consulenza per governi e investitori privati, e investe in proprietà sottovalutate, fornendo assistenza sul come trasformare proprietà immobiliari non liquide in beni vendibili, attraverso politiche pubbliche di riforma: trasferendo valori al mercato, il Panel Group si propone di incrementare il capitale sociale, grazie ai vantaggi di ritorno nei confronti di cittadini, governi e investitori.

### Saggi
Un suo saggio recente è Prosperity Unbound: Building Property Markets with Trust (Liberare la prosperità: costruire i mercati della proprietà sulla fiducia), Palgrave Macmillan, 2007. Sempre nel 2007, ha pubblicato anche Transforming "unreal" to "real" through institutions and trust (Trasformare l'"immateriale" in "reale" per mezzo delle istituzioni e della fiducia).

### Esperienze politiche
Nelle elezioni parlamentari in Grecia del 2009, Elena Panaritis è stata eletta deputato del Parlamento Ellenico dalle file del Pasok, carica da lei ricoperta fino al 2012.
Nel frangente della crisi economica della Grecia, Elena Panaritis ha fatto parte della delegazione del governo di coalizione destra-sinistra che ha negoziato con i creditori le condizioni per il primo piano di aiuti alla Grecia nel maggio 2011
Dopo l'esperienza parlamentare, a febbraio 2015 è entrata a far parte dell'équipe di negoziatori del governo guidato da Alexīs Tsipras, una decisione che ha causato vari malumori all'interno di Syriza A giugno 2015 è stata scelta personalmente da Gianīs Varoufakīs quale rappresentante della Grecia presso il Fondo monetario internazionale: la decisione di Varoufakis ha fatto crescere il malcontento all'interno del partito di governo fino al punto da convincere la Panaritis a rinunciare all'incarico.

## Pubblicazioni
Banca mondiale
- "At The End of the Beginning: Property Rights Formalization in Emerging Markets" Columbia Business School: The Chazen Web Journal of International Business, with Michael Graglia, 2002
- "Reviving Dead Capital: Institutional Reform and Transactions Costs" with Pedro Belli, 2001
- "Micro-finance of Housing" with Madeleine Klinkhamer, 2000
- Peru – Urban Property Rights Program, World Bank, 1999
- “Property Rights and Market Development” with Carsten Fink, 1999
- “Restrain Arbitrary State Action and Corruption” - Property Rights and Dispute resolution in Peru (contributions to World Development Report, 1997)
- “Security of Ownership: Elements for the Comparison of Two Registry Systems in Peru” with John Mclaughlin, David Palmer, and Geoffrey Shepherd, 1995
- "The Development of Real Property Rights in Peru", with Geoffrey Shepherd, 1995
- "Urban Land Management: taxation and urban zoning - Policy Note", 1994
- "Establishing a Land Market in Peru - formal vs. informal ownership - an Institutional Issue" (in process)
- "Structure and Basic Elements of an Efficient Government", 1995
- "Fenomeno Fujimori: Government Reform though Direct Democracy", 1995

Saggi
- Prosperity Unbound: Building Property Markets with Trust, prefazione di Francis Fukuyama, Palgrave Macmillan, 2007
- Transforming "unreal" to "real" through institutions and trust, Palgrave Macmillan, 2007 ISBN 978-1-4039-9346-5